# Glenea subcrucifera
Glenea subcrucifera är en skalbaggsart som beskrevs av Stefan von Breuning 1968. Glenea subcrucifera ingår i släktet Glenea och familjen långhorningar.
Artens utbredningsområde är Laos. Inga underarter finns listade i Catalogue of Life.